# Девід Бертон
Девід Бертон (англ. David Burton; 22 травня 1877, Одеса — 30 грудня 1963, Нью-Йорк) — американський кінорежисер і театральний режисер.

## Вибрана фільмографія
| Рік  | Назва                          |
| ---- | ------------------------------ |
| 1930 | «Справа вбивства єпископа»     |
| 1930 | «Вільний та безтурботний»      |
| 1930 | «Суворо нетрадиційно»          |
| 1931 | «Боротьба з караванами»        |
| 1932 | «Танцюристи в темряві»         |
| 1933 | «Мить»                         |
| 1934 | «Епоха романтики»              |
| 1935 | «Принцеса О'Гара»              |
| 1935 | «Мелодія триває»               |
| 1940 | «Людина, яка не хоче говорити» |
| 1940 | «Серцебиття Мангеттену»        |